# Cécile de Massy
Nam tước Cécile Irène de Massy (nhũ danh Gelabale; sinh năm 1968) là một nhà xã hội và nhà từ thiện người Pháp-Monegasque. Cô phục vụ như là chủ tịch của Ladies lunch Monte-Carlo và là phó chủ tịch của Liên đoàn thể thao liên lạc Monegasque và các môn liên kết. Cô là thành viên của Nhà Grimaldi thông qua cuộc hôn nhân với Nam tước Christian Louis de Massy.